# Eugène Defacqz
Henri-Eugène-Marie Defacqz (prononcé [dəfak]), né à Ath le 17 septembre 1797, mort à Bruxelles le  31 décembre 1871, est un homme politique libéral, un professeur de droit et un magistrat belge du XIXe siècle.

## Biographie

### Origines familiales
Les Defacqz, une famille de notables, sont originaires de Beaumont, où ils sont déjà établis dans la première moitié du XVIIe siècle. Marie Louis Joseph Defacqz, père d'Eugène, était cependant né à Chimay en 1767 et fut baptisé en la paroisse des Saints-Pierre-et-Paul. Il fut officier   — capitaine d'infanterie —  dans l'armée française à partir de 1792, puis commissaire du Directoire et notaire à Ath de 1796 à 1828, ainsi que maire de cette ville de 1805 à 1812. Il s'établit ensuite à Mons où il mourut le 29 mars 1847 et il est qualifié de propriétaire. La mère d'Eugène était Marie Jeanne Thomeret, née à Dijon vers 1773, et morte à Mons en 1844, d'une famille bourguignonne trouvant ses racines à Beaune. Leur mariage avait été célébré à Paris le 13 prairial an III de la République française. Eugène est né à Ath le 17 septembre 1797 et est prénommé Henri Eugène Marie dans son acte de naissance. Son deuxième prénom, Eugène, sera cependant son prénom usuel. Outre Eugène, sa famille comprenait Elisa, Victor et Ernest qui deviennent tous deux notaires à Ath, et Frédéric qui sera avocat à Mons.

### Parcours politique et professionnel
Eugène fit ses premières études au collège de sa ville natale et alla ensuite achever ses humanités à Dijon, sous la direction du célèbre Joseph Jacotot, son oncle par alliance, concepteur de la méthode universelle d'éducation. Il acquit son diplôme de licencié en droit à l'École de droit de Bruxelles, le 22 avril 1817, après avoir défendu sa thèse comparant le droit romain (De adimendis legatis), le Code civil (art. 2180) et le Code de procédure civile (art. 175).
Il effectua ensuite son stage chez l'avocat bruxellois Louis Joly et se fit rapidement connaître, d'une part par la qualité de ses arguments et la clarté de ses exposés, d'autre part par le faible montant de ses honoraires. Il a surtout plaidé dans des litiges concernant les nouvelles industries (mines et carrières de charbon). Selon son collègue Jottrand, il lui arrivait aussi de plaider en néerlandais.
En 1821, Eugène Defacqz devint membre de la Commission des aumôneries civiles de Bruxelles. En 1829, il devient membre du Conseil de la Garde civique, avec le grade de lieutenant.
Bien que Defacqz n'ait pas été actif dans l'opposition contre Guillaume Ier, il est nommé par le Gouvernement provisoire le 27 septembre 1830 comme membre du Comité pour la justice, qui est chargé de la réorganisation de la magistrature. Le 2 octobre, il est nommé conseiller à la Cour de cassation, ce qui marque le début d'une carrière de quarante ans.
En 1830, Defacqz embrassa sans réserves la cause de la révolution belge de 1830. Le 3 novembre 1830, il est délégué au Congrès national par les électeurs du district d'Ath avec Vansnick et de Secus. Il s'est surtout occupé de problèmes juridiques. Ainsi, il a participé à des commissions qui devaient effectuer des travaux préparatoires concernant la Garde Civique, la presse, les jurys dans les affaires judiciaires et le mode d'élection du chef de l'État. Il ne s'est pas fait entendre dans les débats sur la forme de l'État (monarchie ou république) et il n'a soutenu aucune candidature à la royauté. Sur plusieurs sujets importants, il a voté avec la majorité (notamment sur l'exclusion perpétuelle des Nassau, la candidature du duc de Nemours, ou la régence pour Surlet de Chokier). Il est donc d'autant plus remarquable qu'il ait déclaré ne pas voter pour Léopold de Saxe-Cobourg pour des raisons de principe. Il était l'un des 45 membres du Congrès qui n'ont pas voté pour le seul candidat désigné.
Lors des débats sur la Constitution au Congrès national, il occupa une place importante dans cette mémorable assemblée par sa science profonde du droit, son élocution élégante et sa logique irrésistible. Il est intervenu activement et a défendu la position la plus anticléricale concernant la subordination de l'église à l'autorité civile. Il a également préconisé le contrôle du pouvoir civil sur l'éducation. Il a aussi proposé l'introduction d'un cens électoral, de manière à limiter le nombre d'électeurs. Cette proposition a été adoptée à une large majorité, bien que le montant du cens électoral n'ait pas été inscrit dans la Constitution, et doive être fixé par la loi.
Lorsque Surlet de Chokier fut élu régent en février 1831, un premier gouvernement succède au Gouvernement provisoire. Alexandre Gendebien devient ministre de la justice et Defacqz le secrétaire général du ministère. Cependant, un mois après, ils démissionnèrent et tous deux reprirent leurs activités au sein du Congrès national. Gendebien fonda l'Association nationale, radicale, républicaine et anti-orangiste, dont Defacqz devient le trésorier. En 1832, il est conseiller à la cour d'appel. Le Roi Léopold n'oublia jamais que ces deux hommes n'avaient pas voté en sa faveur, et si, lors de la grande réforme judiciaire d'octobre 1832, Defacqz est bien devenu avocat général à la Cour de cassation, il ne fut jamais nommé procureur général lorsque ce poste devint vacant. Il est dit que le Roi Léopold avait personnellement empêché que cela se produise. Ainsi, en 1837, Defacqz opta pour la magistrature assise et devint conseiller à la Cour de cassation.
Sur le plan politique, Defacqz occupa des fonctions plutôt modestes : à partir de 1836, il devient membre du conseil communal de Bruxelles, et en 1838 conseiller au conseil provincial du Brabant. Il devient président de ce conseil mais dut y renoncer lorsqu'en 1848, la loi sur les incompatibilités entra en vigueur. En 1846, c'est lui qui préside le premier congrès libéral, où il appelle à l'unité pour conquérir la majorité parlementaire. Bien qu'il ait été l'un des principaux fondateurs du Parti libéral en 1846, la loi sur les incompatibilités marqua la fin de ses activités politiques. Au niveau politique, Eugène Defacqz défendra principalement, d'une part l'abaissement du cens et une réforme électorale en faveur de la moyenne et petite bourgeoisie et d'autre part l'enseignement public et la séparation à tous niveaux de l'État et de l'Église.

### Influence sur la franc-maçonnerie
Eugène Defacqz était Franc-maçon. Il fut initié le 25 janvier 1820 à la loge bruxelloise L'Espérance, dont il devient l'orateur en 1826 et le premier surveillant en 1829. Son père et ses frères Ernest et Victor étaient également des francs-maçons.
La révolution belge avait affaibli la franc-maçonnerie et surtout la loge L'Espérance, après le départ de ses membres du nord des Pays-Bas et la lutte interne entre orangistes et partisans du schisme entre la Belgique et les Pays-Bas. Defacqz n'a pas participé à la fondation du Grand-Orient belge en 1833. Ce n'est qu'après la lettre pastorale des évêques belges en décembre 1837, dans laquelle ils confirment la condamnation de la franc-maçonnerie, qu'il devint actif. Le 17 février 1838, il fonde à Bruxelles la loge Les Amis du Progrès et en devient le maître d'honneur. Dès lors, il s'en prend au Grand Maître Goswin de Stassart, qu'il accuse de laxisme au sein des loges ainsi que contre ses adversaires. De Stassart démissionne et est remplacé le 8 juillet 1842 par Defacqz, qui est confirmé dans ses fonctions en 1845 et 1848. Le 17 février 1853, il démissionne en raison des tensions entre partisans et opposants de l'article 175 des statuts, qui interdit les discussions de sujets religieux et politiques au sein des loges. Il a été remplacé par Pierre-Théodore Verhaegen, un grand défenseur de l'abolition de cet article. Lorsque cela se produisit en 1854, la loge de Defacqz quitta le Grand-Orient, ne resta affiliée qu'à la franc-maçonnerie de haut degré du Conseil suprême du Rite écossais ancien et adopté, et fusionna avec une autre loge en 1855 pour former Les Vrais Amis de l'Union et du Progrès Réunis.
Dans les années qui ont suivi l'effondrement de l'unionisme, les attaques catholiques contre la franc-maçonnerie augmentèrent. Trois loges bruxelloises (Les Amis Philanthropes, Les Amis du Progrès et Les Vrais Amis de l'Union) sont à l'origine de la création en 1841 de la Société de l'Alliance, association électorale dont Defacqz devient le président. Cette activité aboutit à la fondation du Parti libéral en 1846. Une fois de plus, Defacqz est nommé président, car il est considéré comme le plus apte à réconcilier les factions conservatrices et radicales du parti. Mais il ne réussit pas à le faire. En novembre 1846, les conservateurs (Pierre-Théodore Verhaegen et ses associés) quittent le parti. Defacqz fait encore des efforts considérables pour réunir les deux groupes, mais en 1848, il met fin à ses activités politiques.

### Fondation de l'Université libre de Bruxelles
La lutte entre la franc-maçonnerie et l'Église catholique s'est également manifestée dans le domaine de l'enseignement universitaire. Ainsi, lorsque les évêques ont créé, de toutes pièces, une toute nouvelle université catholique à Malines en 1834, qui sera renommée ensuite, après son transfert à Louvain l'année suivante, l'Université catholique de Louvain, les Libéraux et Francs-Maçons ont immédiatement créé une université libre à Bruxelles, pour laquelle des préparatifs avaient été faits dès 1831. Defacqz en est l'un des fondateurs et en devient directeur.
Ce fut également l'occasion pour lui d'effectuer d'importantes recherches sur le droit ancien des Provinces belges et d'enseigner cette matière. De 1834 à 1849, il y enseigna la théorie des sources de la législation, le droit coutumier à l'Université libre de Bruxelles. Il a publié des études sur ce sujet.
Après 1848, Defacqz se consacre entièrement à sa tâche de magistrat de la Cour suprême. En 1867, il devient premier président de la Cour de cassation et il en est et reste le premier président jusqu'à sa mort. En plus de ces fonctions judiciaires, il occupait des fonctions au sein de la garde civique. 
Il est élu membre de l'Académie royale de Belgique le 5 mai 1866. Il y fut directeur de la classe des lettres. Il fut aussi membre de la Société des gens de lettres de Leyde et de la Société des sciences, des arts et des lettres du Hainaut.
Il publia notamment :
- Ancien droit belgique, 1873 (Consulter en ligne)
- Des corvées et des banalités seigneuriales,
- Recherches sur les anciens impôts et spécialement sur les tailles réelles,
- De la paix du sang,
- De quelques partages forcés des fruits de la terre dans les anciennes coutumes belgiques,
- De la paix du sang ou paix à partie, dans les anciennes coutumes belgiques, 1866,
- Aperçu de la féodalité.

### Vie privée
Defacqz est resté célibataire et vivait à Bruxelles, en son domicile du n° 57 boulevard de Waterloo, avec une gouvernante et la fille naturelle de celle-ci. De l'autre côté du boulevard se trouve le couvent des Carmélites, ce qui lui inspire, en 1865, un article spirituel dans La Belgique Judiciaire, dans lequel il se plaint du tintement incessant des cloches.
Il meurt à Bruxelles, à son domicile, le 31 décembre 1871 à neuf heures du soir, terrassé par une longue maladie, mais il était resté courageusement actif jusqu'à un mois avant son décès. Il eut des funérailles civiles, sans cérémonie religieuse, ni hommage militaire ou maçonnique. Le nouveau ministre catholique de la Justice, Théophile de Lantsheere, était cependant présent.
Son exécuteur testamentaire sera l'avocat Adolphe Honincks, qui fit publier en 1873 la seconde partie de cet ouvrage majeur qu'est Ancien droit Belgique, ou Précis analytique des lois et coutumes observées en Belgique avant le Code civil dont la première partie avait publiée en 1846.
A la fille naturelle de sa gouvernante, Eugène Defacqz légua de nombreux biens mobiliers et immobiliers. De médisants ragots circulèrent selon lesquels celle-ci était sa propre fille naturelle. Dans son testament, il écrivit : ma famille connaît les motifs de mon affection pour cet enfant qui m'est devenu cher, par les soins que j'ai pris de lui depuis son enfance et par la manière dont il y a répondu, aimable enfant dont l'heureux caractère et les douces qualités ont animé ma solitude et charmé ma vieillesse. Il fit également don de 2000 francs à sa loge pour ses bonnes œuvres et du même montant aux écoles maternelles municipales.
Tous les témoignages qui ont été conservés s'accordent à dire que Defacqz était un travailleur infatigable, calme, tranquille, modeste, un esprit méthodique et un magistrat impartial. Il avait une mentalité anticléricale féroce due à son éducation, dans laquelle les Jésuites étaient ses principaux ennemis. Dans une lettre à Nothomb en 1845, il les décrit comme turbulents, ambitieux, avides de richesses, ennemis de toute émancipation de la pensée, corrupteurs effrontés de la morale, et compromettant par leurs excès jusqu'à la religion même.
Après sa mort, Defacqz a été attaqué en raison de sa grande haine du christianisme. Ceci fut contredit par le curé Renard de l'église du Sablon qui mentionna les dons annuels généreux de Defacqz à cette paroisse et au fait que sa fille "adoptive" était élevée par les Sœurs de Notre-Dame. 
Eugène Defacqz s'intéressait également à la botanique. Ainsi, dès 1863, il est membre de la société royale de botanique. Il fit une observation publiée dans le tome VI de 1867 des Bulletins de la Société royale : le Rumex maritimus L. apparaît inopinément dans certains endroits (..), cela en grande quantité et pour disparaître ensuite. Il l'avait constaté à trois reprises différentes, sur des terrains profondément remués, à Ath en 1815 ou 1816 lors de la construction de fortifications, à Mons, lors de la démolition de remparts, et à nouveau à Ath vers la même époque lors du creusement du canal autour de la ville.      
Le musicien et franc-maçon Charles-Louis Hanssens composa en 1845 une Cantate à Eugène Defacqz. Il existe à Bruxelles une rue Eugène-Defacqz (à cheval sur les communes de Saint-Gilles, d'Ixelles et de Bruxelles-ville). 
La ville d'Ath l'honore de plusieurs manières :
- une statue dans la cour du Centre administratif (elle était auparavant sur la grand-place) ;
- une rue porte son nom ;
- un figurant le représente sur le char de la ville lors du cortège de la ducasse d'Ath.